# 俵屋宗理
俵屋 宗理（たわらや そうり、生年不明‐天明2年（1782年）？）は江戸時代の琳派の画家。

## 略歴
江戸の生まれ。通称は元知。柳々居、百琳、百琳斎などと号した。始めは住吉広守に師事したが、後に尾形光琳の画風を慕い、光琳と同じ青々の号を使用する。その後、俵屋宗達に憧れて俵屋宗理を称した。光琳の画風を簡潔にした画風を使用しており、酒井抱一に先立つ琳派の絵師として活躍、花鳥画を得意とした。宝暦8年（1758年）には俳諧書『世諺拾遺』の挿絵を描いている。
天明2年に没したともいわれるが未詳。
弟子の葛飾北斎が2代目宗理を称し、孫弟子の菱川宗理が3代目宗理を称した。

## 作品
- 「楓図屏風」 紙本着色  ファインバーグ・コレクション
- 「朝顔図屏風」 紙本着色
- 「芦葉達磨図」 紙本着色